# Federação Internacional de Tênis de Mesa
A Federação Internacional de Tênis de Mesa (ITTF)  é o órgão desportivo internacional máximo do tênis de mesa mundial.
Criada por representantes da Alemanha, Hungria e Inglaterra, a Federação Internacional de Tênis de Mesa (em francês:  Fédération Internationale de Tennis de Table) foi fundada em 1926 em Berlim. O primeiro Campeonato Mundial de Tênis de Mesa foi realizado em 1926 em Londres.
O papel da ITTF inclui supervisionar regras e regulamentos e procurar avanços tecnológicos para o tênis de mesa. A ITTF organiza várias competições internacionais, incluindo o Campeonato Mundial de Tênis de Mesa que é organizado desde 1926.
Atualmente existem 227 membros associados com a ITTF. O escritório da ITTF situa-se em Lausanne, Suíça. A atual presidente da ITTF é a sueca Petra Sörling, no cargo desde 2021.

## História
A reunião de fundação da Federação Internacional de Tênis de Mesa (International Table Tennis Federation; ITTF) foi realizada em Londres, Inglaterra, nos dias 11 e 12 de dezembro de 1926, sendo esta última a data oficial de fundação da entidade. Liderada por representantes da Alemanha, Hungria e Inglaterra, a ITTF teve como membros fundadores Alemanha, Áustria, Dinamarca, Índia, Inglaterra, País de Gales, Suécia e Tchecoslováquia.. Em dezembro de 1926, em Londres, a entidade organizou o primeiro Campeonato Mundial de Tênis de Mesa.

## Presidentes
O inglês Ivor Montagu foi eleito como seu primeiro "presidente" (charmain), cargo que ocuparia até sua aposentadoria em 1967. Em seu lugar, assumiu o cargo o galês Roy Evans, onde permaneceu pelos próximos vinte anos. O japonês Ichiro Ogimura ficou na presidência de 1987 até sua morte aos 62 anos, em 1994, sendo sucedido pelo sueco Lollo Hammarlund, que ficaria um ano no cargo, vindo a falecer em 1995. De 1995 a 1999, a entidade esteve sob a presidência do chinês Xu Yinsheng , que foi sucedido pelo canadense Adham Sharara, presidente da entidade de 1999 a 2014.
O alemão Thomas Weikert, assumiu a presidência em setembro de 2014, quando o então presidente da ITTF, Adham Sharara, renunciou ao cargo que ocupou por 15 anos. Weikert foi enfim eleito presidente em 31 de maio de 2017 para um mandato de quatro anos.
A entidade é presidida atualmente pela sueca Petra Sörling, eleita em 25 de novembro de 2021.
| Presidente       | Mandato                                               |
| ---------------- | ----------------------------------------------------- |
| Ivor Montagu     | 1926–1937 (como chairman) 1937–1967 (como presidente) |
| Roy Evans        | 1967–1987                                             |
| Ichiro Ogimura   | 1987–1994                                             |
| Lollo Hammarlund | 1994–1995                                             |
| Xu Yinsheng      | 1995–1999                                             |
| Adham Sharara    | 1999–2014                                             |
| Thomas Weikert   | 2014–2021 (2014–2017 como interino)                   |
| Petra Sörling    | 2021–                                                 |

## Método de ranking (2024)
Simples
| Categoria                           | V    | F    | SF  | QF  | R16 | R32                                      | R64                                      | R128                                     |
| Jogos Olímpicos                     | 2000 | 1400 | 700 | 350 | 175 | 90                                       | 45                                       | -                                        |
| Campeonato Mundial de Tênis de Mesa | 2000 | 1400 | 700 | 350 | 175 | 90                                       | 45                                       | 10                                       |
| Copa do Mundo de Tênis de Mesa      | 1500 | 1050 | 525 | 265 | 100 | 40 pelo 2º no grupo, 15 pelo 3º no grupo | 40 pelo 2º no grupo, 15 pelo 3º no grupo | 40 pelo 2º no grupo, 15 pelo 3º no grupo |
| ITTF World Tour Grand Finals        | 1500 | 1050 | 525 | 265 | 100 | -                                        | -                                        | -                                        |
| Grand Smash                         | 2000 | 1400 | 700 | 350 | 175 | 90                                       | 20                                       | –                                        |
| WTT Champions                       | 1000 | 700  | 350 | 175 | 90  | 15                                       | –                                        | –                                        |
| WTT Star Contender                  | 600  | 420  | 210 | 105 | 55  | 25                                       | 5                                        | –                                        |
| WTT Contender                       | 400  | 280  | 140 | 70  | 35  | 4                                        | –                                        | –                                        |
| Jogos Continentais                  | 500  | 350  | 175 | 90  | 45  | –                                        | –                                        | –                                        |
| WTT Feeder                          | 125  | 90   | 45  | 25  | 15  | 8                                        | –                                        | –                                        |